# Adam Kogut
Adam Władysław Kogut (ur. 4 grudnia 1895 w Krakowie, zm. 20–22 kwietnia 1940 w Katyniu) – polski piłkarz, reprezentant kraju grający na pozycji napastnika oraz lewego łącznika, kapitan Wojska Polskiego, ofiara zbrodni katyńskiej.

## Życiorys
Syn Jana i Anny z Lerochów. Był wychowankiem Robotniczego Klubu Sportowego z Krakowa, następnie trenował w dwóch innych krakowskich klubach: Polonii i Krakusie. W 1914 roku związał się z drużyną Cracovii, zdążył rozegrać zaledwie kilka meczów. Po wybuchu I wojny światowej wstąpił do 5 pułku piechoty Legionów Polskich. W czasie kryzysu przysięgowego odmówił złożenia przysięgi wierności Wilhelmowi II został wcielony do armii austriackiej i odesłany na front włoski, gdy wrócił, trafił do więzienia w Stanisławowie, gdzie internowany był przez władze ukraińskie do czerwca 1918. Po oswobodzeniu został żołnierzem Wojska Polskiego, zmienił też piłkarskie barwy przechodząc do Wisły Kraków brał udział już w pierwszym meczu Wisły po reaktywowaniu się klubu. 22 czerwca 1919 wystąpił w meczu Pogoń Lwów – Wisła. Na początku 1920 jako podporucznik, został odesłany do dyspozycji Dowództwa Okręgu Generalnego Kraków, służył w baonie zapasowym Wojsk Wartowniczych. Ta służba umożliwiała mu podjęcie treningów a nawet regularną grę, ponownie w barwach Cracovii, którą reprezentował do 1923, występując w 73 meczach, w których strzelił 75 bramek. Jego debiut i zarazem jedyny występ w reprezentacji narodowej miał miejsce w dniu 28 maja 1922 roku w Szwecji, gdzie rozegrał w biało-czerwonych barwach całe spotkanie. Nie strzelił w nim gola. W 1923 zdaje maturę, doskonali wiedzę z zakresu broni pancernej, otrzymuje awans na stopień kapitana w 1926. W 1927 zostaje zawodnikiem warszawskiej Polonii, gdzie gra przez dwa sezony. W 1927 zostaje przydzielony do garnizonu modlińskiego. Kończy w 1929 karierę sportową, nie ma żadnych dowodów na to, by był w jakikolwiek sposób związany z piłką w latach 30.

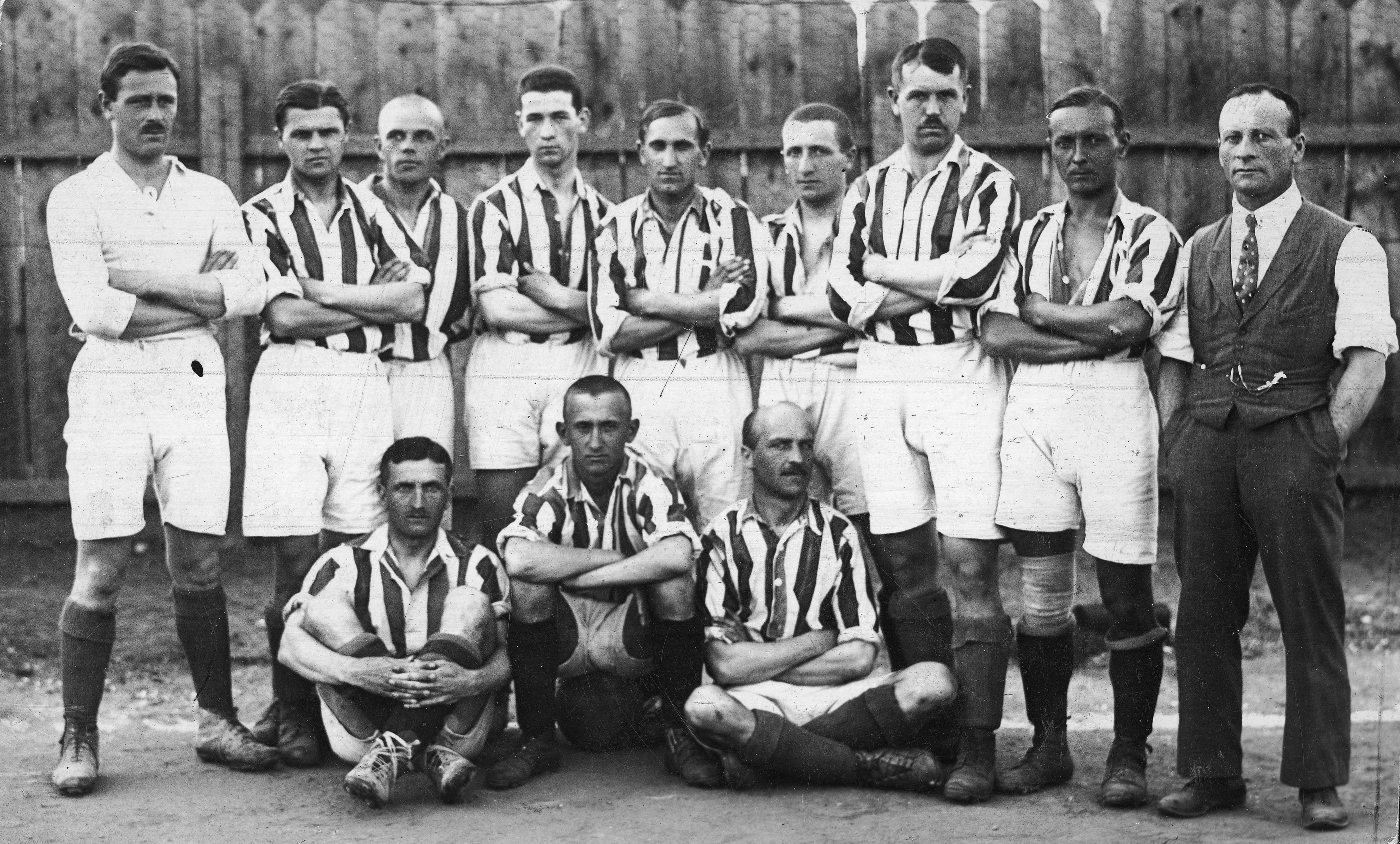
Cracovia, mistrz Polski z 1921 r., Adam Kogut stoi drugi od prawej.

Po wybuchu II wojny światowej brał udział w kampanii wrześniowej 1939, jako dowódca pociągu naprawczego broni pancernej. Po agresji ZSRR na Polskę w nieznanych okolicznościach wzięty do niewoli sowieckiej. Osadzono go w obozie jenieckim w Kozielsku. Między 19 a 21 kwietnia 1940 przekazany do dyspozycji naczelnika Zarządu NKWD Obwodu Smoleńskiego – lista wywózkowa 036/3 z 16 kwietnia 1940 (poz. 8, nr teczki personalnej 2546). Między 20 a 22 kwietnia 1940 został zamordowany w Katyniu przez funkcjonariuszy Obwodowego Zarządu NKWD w Smoleńsku oraz pracowników NKWD przybyłych z Moskwy na mocy decyzji Biura Politycznego KC WKP(b) z 5 marca 1940. Ofiary tej zbrodni grzebano w bezimiennych mogiłach zbiorowych, gdzie od 28 lipca 2000 mieści się oficjalnie Polski Cmentarz Wojenny w Katyniu. W miejscu tym prowadzone były ekshumacje i prace archeologiczne. W 1943 jego ciało zostało zidentyfikowane w toku ekshumacji nadzorowanych przez Niemców pod numerem 809 (raport dzienny z 4 maja 1943), a przy zwłokach znaleziono: znak tożsamości i grzybek. Figuruje na liście Komisji Technicznej PCK pod numerem 0809. 

## Ordery i odznaczenia
- Krzyż Walecznych[1]
- Medal Pamiątkowy za Wojnę 1918–1921[1]
- Medal Dziesięciolecia Odzyskanej Niepodległości[1]
- Krzyż Niepodległości[1]

## Upamiętnienie
5 października 2007 minister obrony narodowej Aleksander Szczygło mianował go pośmiertnie na stopień majora. Awans został ogłoszony 9 listopada 2007 w Warszawie, w trakcie uroczystości „Katyń Pamiętamy – Uczcijmy Pamięć Bohaterów”.
13 kwietnia 2016, w ramach akcji „Katyń... pamiętamy” / „Katyń... Ocalić od zapomnienia”, w ogrodzie Pałacu Prezydenckiego został zasadzony Dąb Pamięci poświęconego wszystkim Ofiarom Zbrodni Katyńskiej, certyfikat z numerem 1.